# 여준
여준(呂準, 1862년 ~ 1932년)은 한국의 독립운동가이자 교육자다.

## 생애
1862년 경기도 용인에서 태어났으며, 아명은 조현이다.
오산학교에서 교육자로 지내다가 북간도로 망명하여 이동녕, 이상설 등과 서전서숙을 세웠다. 헤이그 특사였던 이준에게 이상설을 만나게 해주었다.1913년 신흥학교의 교장으로 독립군 양상에 힘을썼다. 남만주교포 이름으로 만국평화회의에 한국독립청원서를 제출하였으며, 당시 서간도의 한족회의 간부로 활동하는 한편 서로군정서를 설립, 부독판으로 서간도 지방의 모든 독립운동을 통제하는데 주도하였다. 1919년 무오독립선언서에 서명하였다. 1920년 임시정부 간서총판부 총판과 1921년 재만학생교과서편찬위원회의 위원장이 되었다. 1930년에는 한국독립당을 재결성하였다.
그러나 1931년에 중국군의 테러로 장백산록에서 요양하던 중 사망했다.

## 사후
- 대한민국 정부는 고인의 공훈을 기리기 위해 1968년 건국훈장 독립장이 추서되었다.
- 2012년 7월의 독립운동가로 선정되었다.[1]

## 참고 자료
- 한국민족문화대백과 - 여준 항목